# The Southland Times
The Southland Times, die seit 2003 zum australischen Fairfax Media Konzern gehört, ist eine regionale Tageszeitung für den südlichen Teil der Südinsel von Neuseeland. Mit Sitz in Invercargill die Region Southland abdeckend, wird die Zeitung mit einzelnen lokalen Ausgaben auch in Alexandra, Cromwell, Queenstown und Wanaka herausgegeben. Sie tritt damit in einzelnen Teilen von Otago in direkter Konkurrenz zur Otago Daily Times auf, die ihren Sitz in Dunedin hat und in Otago verbreitet ist.

## Geschichte
Die Geschichte der Southland Times reicht zurück bis in das Jahr 1862, als die Herren John T. Downes, Gerard George Fitzgerald und Charles Reynolds am 12. November 1862 die The Invercargill Times gegründeten. Die Zeitung war damit die konservative Antwort auf die schon ein Jahr zuvor gegründete liberal ausgerichtete The Southern News, die später in Southland Daily News umbenannt wurde. Die Invercargill Times bestand bis zum 7. März 1864, als ein Feuer die Büros zerstörte. Als die Zeitung im Juni wieder erschien, wurde sie, auch um den Anspruch, eine Zeitung für den gesamten Süden zu sein, zu untermauern, in The Southland Times umbenannt. Nachdem die Konkurrenz ihre Zeitung täglich herausgab, zog 1875 die Southland Times mit ihrer täglichen Erscheinungsweise nach. Die wöchentliche Ausgabe der Zeitung für die ländlichen Regionen blieb bestehen und versorgte die Farmer auf dem Land von 1866 an bis 1933 mit wöchentlichen Nachrichten.
Nachdem die Zeitung einige Besitzerwechsel erlebt hatte, kaufte 1879 Robert Gilmour Anteile des Unternehmens, wurde Direktor, 1888 Herausgeber des Blattes und übernahm die Zeitung schließlich gänzlich im Jahr 1896. Unter seiner Hand entwickelte sich die Zeitung stetig erfolgreich weiter und blieb im Besitz der Gilmour-Familie bis 1984, als sie an die Independent Newspapers Limited (INL) verkauft wurde. 2003 wurde sie dann mit allen anderen neuseeländischen Zeitungen, die sich im Besitz der Independent Newspapers Limited befanden, an die australische John Fairfax Holdings verkauft.
Als südlichste Tageszeitung des Landes war die Southland Times in den 1900er, den 1970er und 1980er in Bezug auf die Zeitungsherstellung mit Technologieführer in Neuseeland. So war sie mit einer der ersten Zeitungen die 1908 Rotationsdruckmaschinen einsetzte und später mit einer der ersten Zeitungen, die auf Computerunterstützte Zeitungsherstellung umstellten. Das neu erbaute und 1908 fertiggestellte Zeitungshaus der Familie Gilmour und die Investitionen in neue Technologien der Zeit stärkte das Unternehmen gegenüber Konkurrenten. So übernahm die Southland Times 1967 die Southland Daily News, brachte ein Jahr später zusätzlich eine Abendausgabe heraus, die aber acht Jahre später wieder eingestellt wurde.

## Heute
Seit 1968 ist die Southland Times die einzige Tageszeitung, die in Invercargill und Southland herausgegeben wird. Das Gebäude der Southland Times, in dem sich noch heute die Büros der Zeitung befinden, wurde am 23. Juni 2011 in die Kategorie II der denkmalgeschützten Gebäude des New Zealand Historic Places Trust aufgenommen.